# جی‌بی‌یو-۵۷ای/بی ماپ
نفوذگر مهمات انبوه سری جی‌بی‌یو-۵۷ (به انگلیسی: GBU-57 series MOP) با شناسهٔ جی‌بی‌یو-۵۷ای/بی، یک بمب سنگرشکن با وزن ۱۳٬۶۰۰ کیلوگرم (۳۰٬۰۰۰ پوند) که برای نیروی هوایی ایالات متحده آمریکا توسعه یافته است و تا نوامبر ۲۰۱۵ دست کم ۲۰ فروند از آن ساخته شده است. جی‌بی‌یو-۵۷ که بدنهٔ بمب بی‌ال‌یو-۱۲۷ و کیت هدایت دقیق تشکیل شده است، در گونه‌ها و وزن‌های مختلف ساخته شده است. این بمب نسبت به تسلیحات قدیمی‌تر نیروی هوایی آمریکا مانند جی‌بی‌یو-۲۸ و جی‌بی‌یو-۳۷ با وزن ۲٬۳۰۰ کیلوگرم (۵٬۱۰۰ پوند) که برای تخریب پناهگاه‌های دارای استحکامات سنگین طراحی شده‌اند، بسیار بزرگ‌تر است. بمب‌افکن راهبردی بی-۲ اسپیریت تنها هواگرد فعال ایالات متحده است که توانایی حمل این بمب با طول ۶٫۲ متر (۲۰٫۵ فوت) را دارد.
این بمب برای نخستین بار در ژوئن ۲۰۲۵ در جریان حملات آمریکا به تأسیسات هسته‌ای فردو، نطنز و اصفهان به کار گرفته شد.

## توسعه
نیروی هوایی ایالات متحده مدت‌ها خواستار تولید سلاحی با قابلیت نفوذ به عمق زمین و دسترسی به تأسیسات واقع‌شده در اعماق زمین بوده است. شرکت‌های نورثروپ گرامن و لاکهید مارتین در سال ۲۰۰۲ برای ساخت یک سلاح با وزن ۱۳٬۶۰۰ کیلوگرم (۳۰٬۰۰۰ پوند) و با قابلیت نفوذ به عمق زمین دست به کار شدند، اما در پی مشکلاتی در زمینهٔ سرمایه‌گذاری و دشواری‌های فنی، این پروژه را کنار گذاشتند.
پس از حمله ۲۰۰۳ به عراق، بررسی‌های انجام‌شده بر پایگاه‌های مورد حمله با بمب‌های سنگرشکن حاکی از نفوذ کم به عمق زمین و سطح ناکافی تخریب بودند. این موضوع منجر به شکل‌گیری دوبارهٔ علاقه به ساخت یک بمب سنگرشکن بزرگ‌تر آغاز پروژهٔ ماپ (نفوذگر مهمات انبوه) توسط آژانس کاهش تهدیدهای دفاعی شد.
نیروی هوایی ایالات متحده به‌طور رسمی نیاز نظامی خاصی را برای بمبی فوق‌العاده بزرگ اعلام نکرد، اما ایده‌ای را برای مجموعه‌ای از تسلیحات نفوذی و انفجاری بسیار بزرگ توسعه داد؛ مجموعه‌ای با نام بیگ بلو که شامل بمب جی‌بی‌یو-۴۳/بی ام‌اوای‌بی (انفجار هوایی مهمات انبوه) نیز می‌شد. پروژهٔ ماپ توسط ادارهٔ مهمات آزمایشگاه تحقیقات نیروی هوایی در پایگاه نیروی هوایی اگلین توسعه داده شد و کار طراحی و آزمایش آن نیز توسط بوئینگ انجام شد. این بمب به‌همراه سامانهٔ هدایت با جی‌پی‌اس بر روی بی-۲ اسپیریت و بی-۲۱ ریدر نصب شد.
پروژهٔ ماپ در مارس ۲۰۰۷ در یک تونل متعلق به آژانس کاهش تهدیدهای دفاعی واقع در حوزه موشکی وایت سندز در نیومکزیکو تحت آزمایش قرار گرفت. در ژوئیهٔ همان سال قراردادی به مبلغ ۲۰۰ میلیون دلار با شرکت نورثروپ گرامن منعقد شد تا بمب‌افکن‌های بی-۲ نیروی هوایی را مورد بازنگری قرار دهد. تغییرات اعمال‌شده بر روی این بمب‌افکن باعث شد تا امکان حمل همزمان دو بمب سنگرشکن ۱۴ تنی برای بی-۲ فراهم شود؛ قابلیتی برای حمل جی‌بی‌یو-۵۷ کافی بود.
آزمایش بمب‌های ماپ تحت شرایط مختلف، که شامل آزمایش بر روی سورتمه راکتی در ناحیه آزمایش سرعت بالای هولومن و نیز بمباران از بمب‌افکن‌های راهبردی بی-۵۲ و بی-۲ در وایت سندز می‌شد، از سال ۲۰۰۸ آغاز شد.
ای‌بی‌سی نیوز در اکتبر ۲۰۰۹ گزارش داد که اجازهٔ تغییر بودجه برای سرعت بخشیدن به روند پیشرفت این پروژه را از کنگرهٔ ایالات متحده دریافت کرده است. با این حال، تأخیرها در تأمین سرمایه و همچنین تغییرات در برنامه‌ریزی آزمایش‌ها حاکی از این بودند که این بمب تا پیش از دسامبر ۲۰۱۰ آمادهٔ استفاده نخواهد بود؛ زمانی که شش ماه پس از تاریخ زمان برنامه‌ریزی‌شده بود.
در آوریل ۲۰۱۱، نیروی هوایی ایالات متحده هشت فروند از این بمب را به‌همراه تجهیزات پشتیبانی آن به مبلغ ۲۸ میلیون دلار سفارش داد. در سپتامبر همان سال، ۲۰ فروند از این بمب که برای حمل توسط بی-۲ طراحی شده بودند، به نیروی هوایی تحویل داده شد. در فوریهٔ ۲۰۱۲، کنگرهٔ ایالات متحده یک بودجهٔ ۸۱٫۶ میلیون دلاری را برای توسعهٔ بیشتر و بهبود این سلاح تأیید کرد.
بلومبرگ در نوامبر ۲۰۱۱ گزارش داد که تحویل بمب‌های ماپ به فرماندهی تهاجم جهانی نیروی هوایی آغاز شده است و بمب‌های تحویل‌شده «الزامات مربوط به نیازهای عملیاتی کنونی را برآورده خواهند کرد». نیروی هوایی تا نوامبر ۲۰۱۱ تعداد ۱۶ بمب ماپ را تحویل گرفت.
در مارس ۲۰۱۲ یک «ذخیرهٔ عملیاتی» از این بمب‌ها در پایگاه هوایی وایت‌من مستقر شد. پنتاگون در همان سال برای دریافت یک بودجهٔ ۸۲ میلیون دلاری برای توسعهٔ این سلاح به‌منظور دستیابی به توانایی نفوذی بیشتر درخواست داد. طبق گزارشی که در سال ۲۰۱۳ منتشر شد، این فرایند توسعه با موفقیت انجام شده بود و آزایش‌های یکپارچه‌سازی با بمب‌افکن بی-۲ در همان سال آغاز شد.

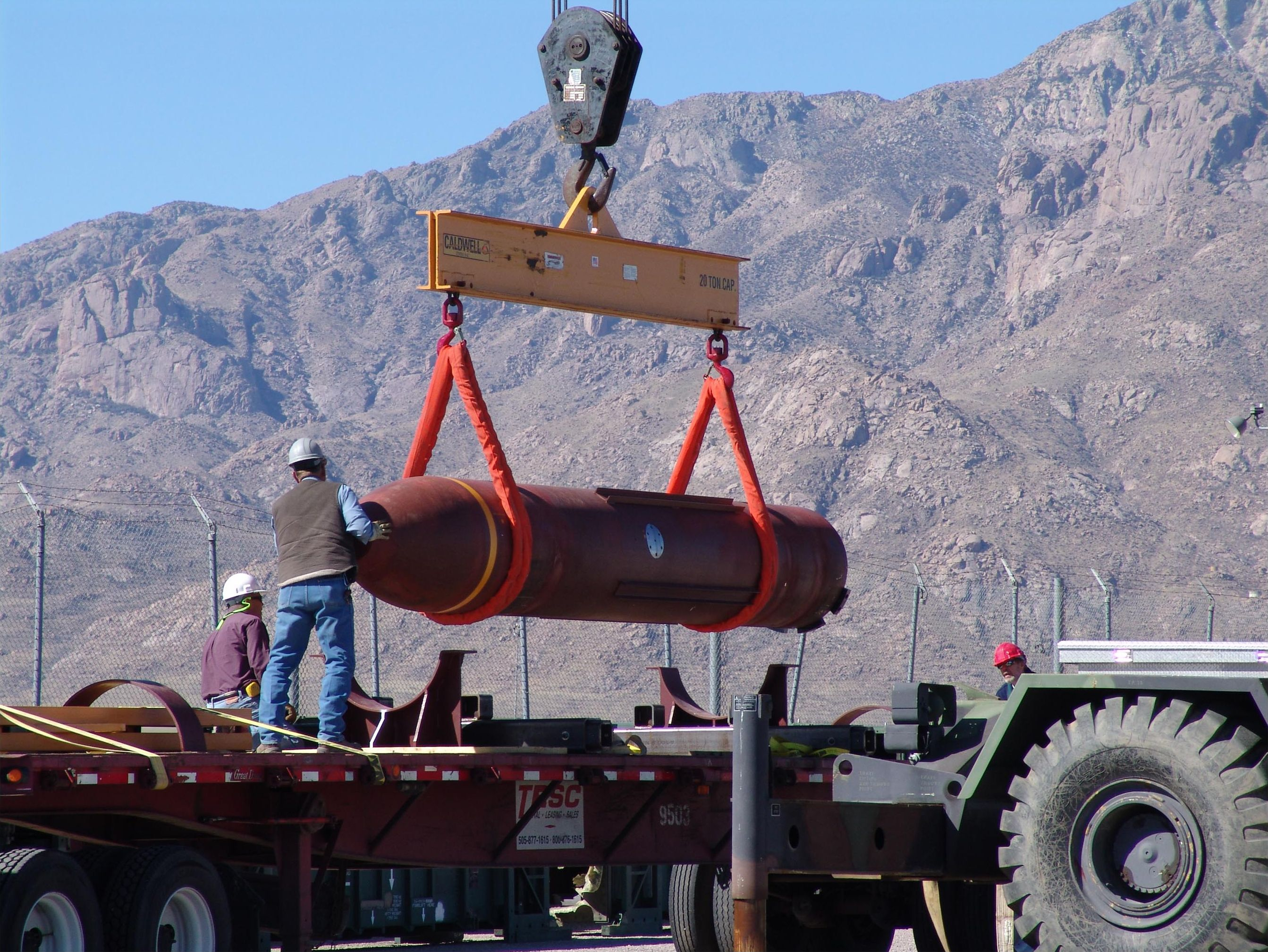
ماپ هنگام تخلیه در زمان آماده‌سازی برای نخستین آزمایش انفجاری در سال ۲۰۰۷.
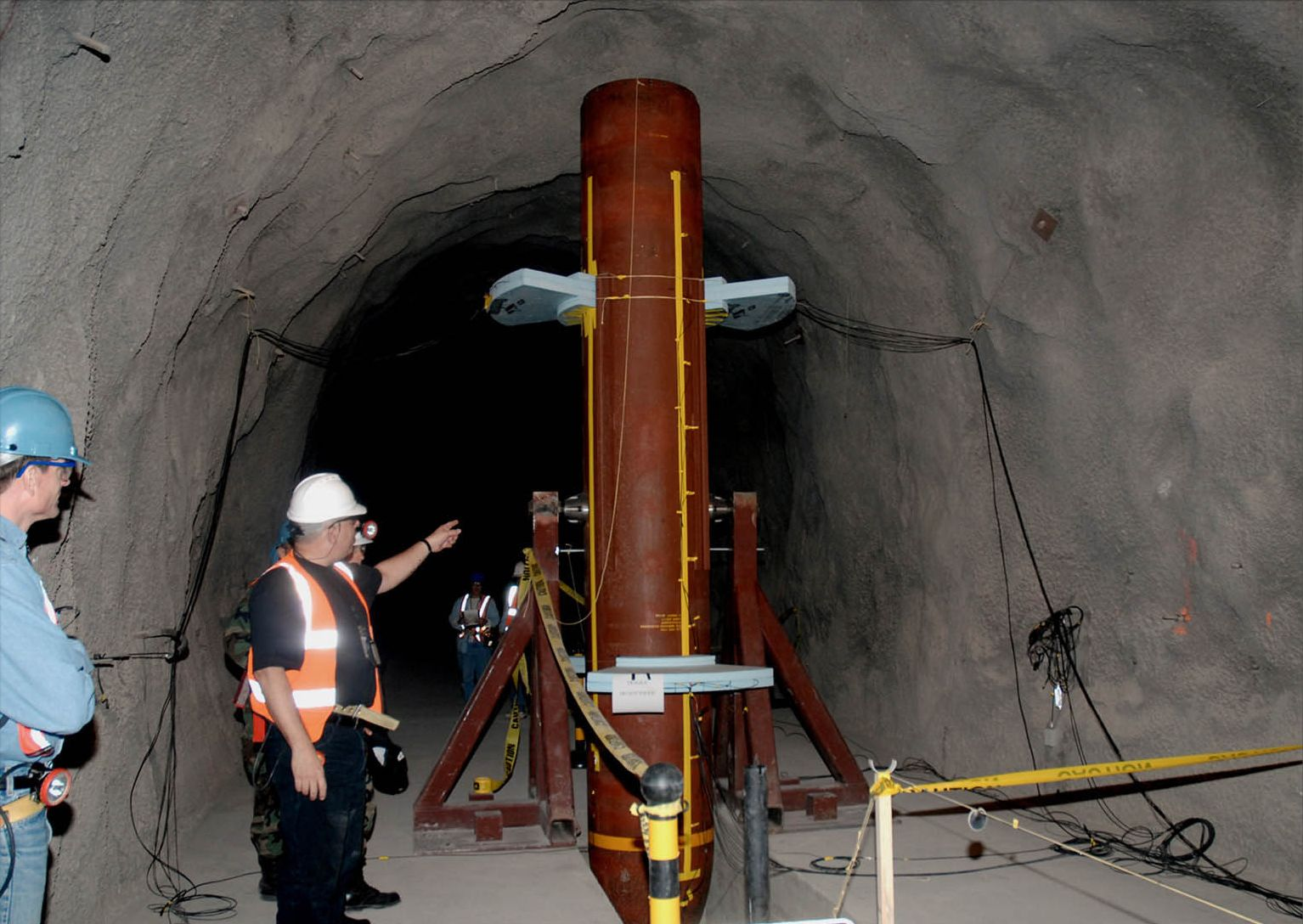
ماپ در زیر زمین در حوزه موشکی وایت سندز پیش از انجام نخستین آزمایش انفجاری در سال ۲۰۰۷.
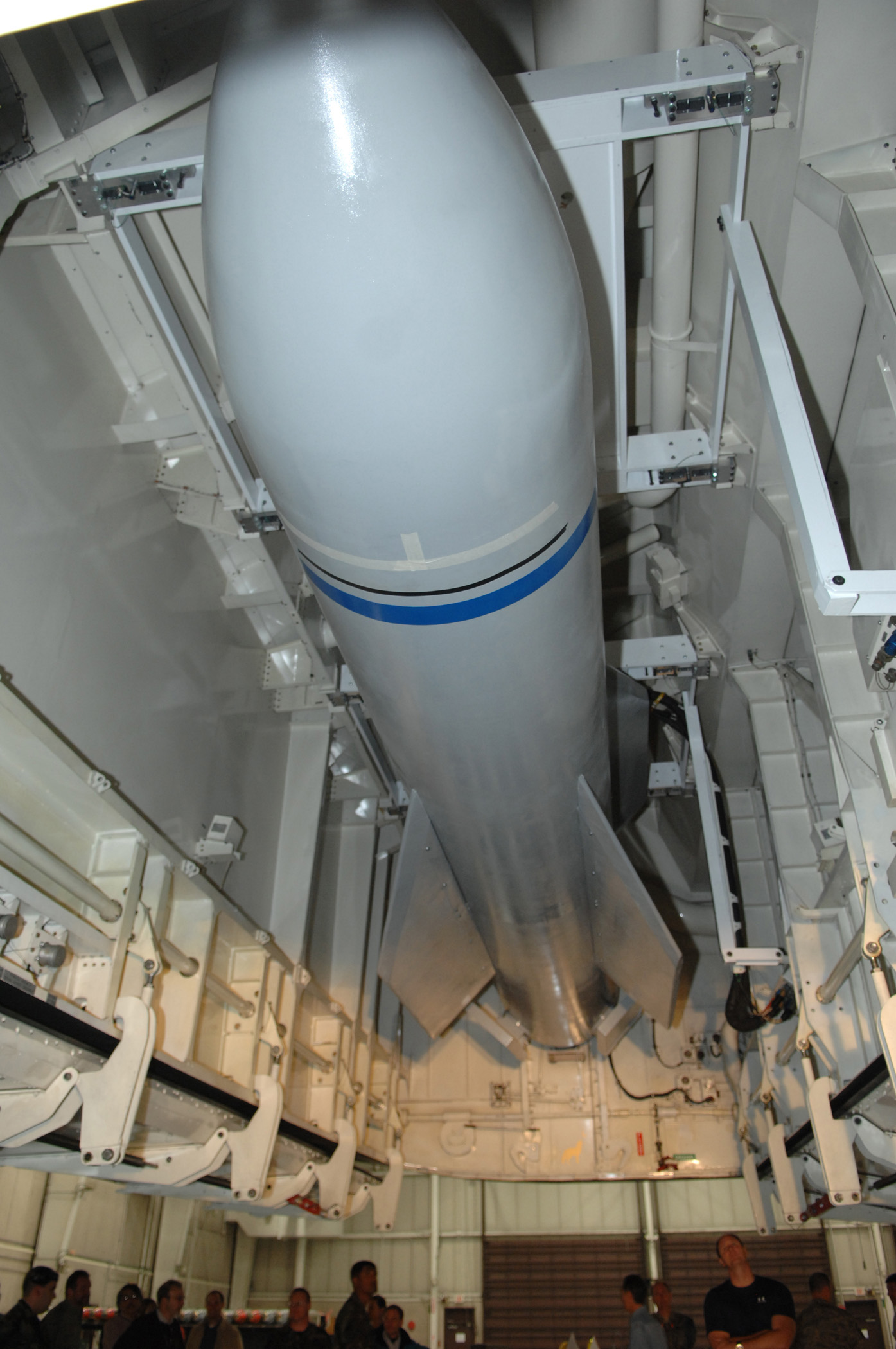
ماکت ماپ درون محفظهٔ بمب یک شبیه‌ساز بی-۲، ۲۰۰۷.
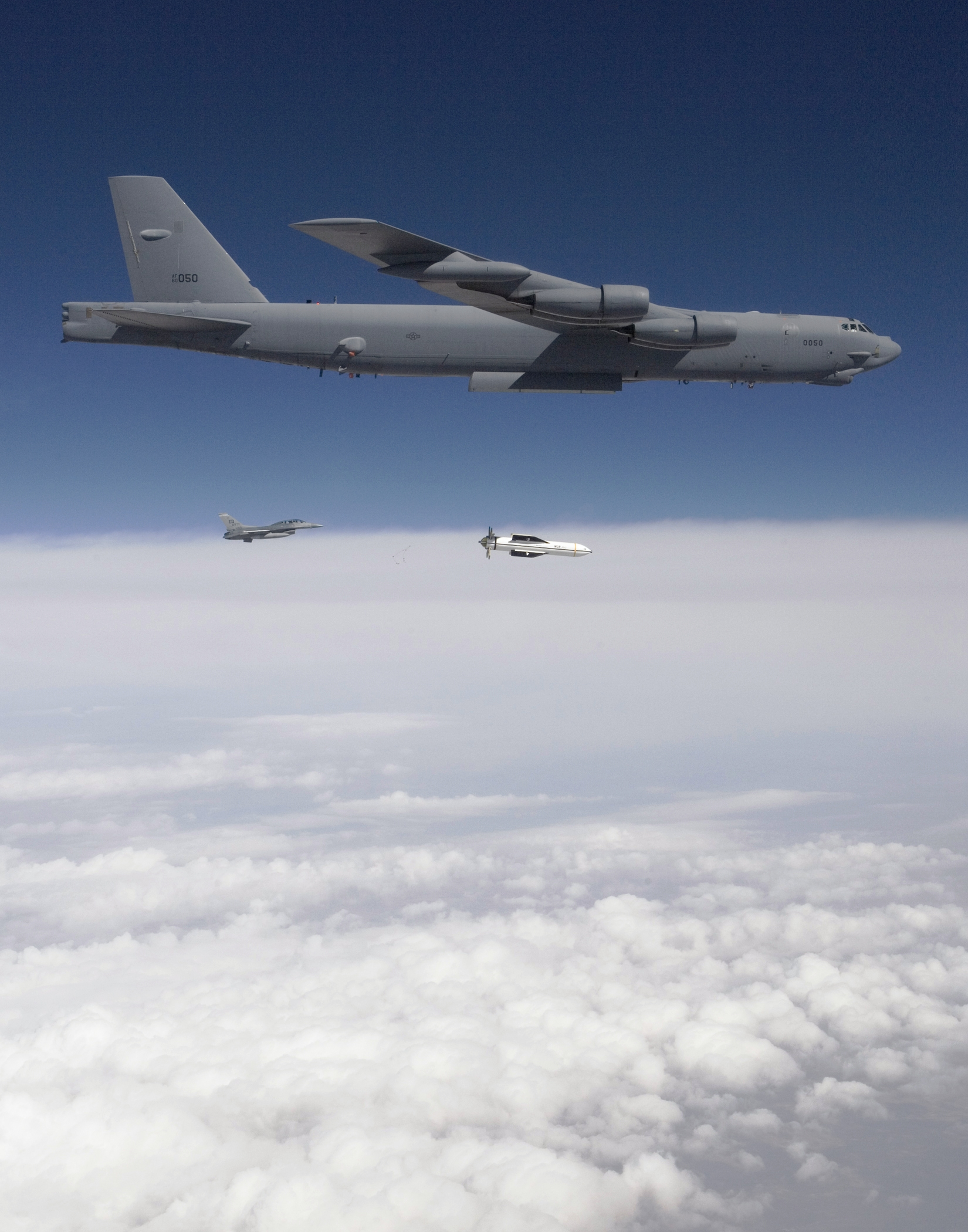
بی-۵۲ در حال رهاسازی یک ماپ در طول آزمایش تسلیحاتی، ۲۰۰۹.

### تأسیسات اتمی زیرزمینی ایران
مشخص نیست که بمب سنگرشکن جی‌بی‌یو-۵۷ با اطمینان می‌تواند تأسیسات هسته‌ای فردو و سالن‌های جدید در تأسیسات هسته‌ای نطنز را که تصور می‌شود در عمقی بیشتر از ۸۰ متر (۲۶۰ فوت) زیر زمین قرار دارند را تخریب کند یا خیر؛ ساختمان اولیهٔ غنی‌سازی در تأسیسات نطنز صرفاً در عمقی برابر با ۲۰ متر (۶۶ فوت) زیر سطح زمین قرار دارد.
طبق گزارش‌ها، بمب‌های ماپ قادر به نفوذ به عمق حدودی ۶۰ متر (۲۰۰ فوت) در زمین، یا نفوذ درون بتن مسلح با ضخامت ۱۸ متر (۵۹ فوت) و مقاومت فشاری برابر با ۵٬۰۰۰ پوند بر اینچ مربع (۳۴ مگاپاسکال) هستند. پیرو تحقیقات بومی انجام‌شده در ایران، بتن با مقاومت فشاری بیش از ۳۰٬۰۰۰ پوند بر اینچ مربع (۲۱۰ مگاپاسکال) تولید شده است که می‌تواند عمق نفوذی مؤثر این بمب را به‌طرز چشم‌گیری کاهش دهد. این بمب با چالش‌ها و پیچیدگی‌های دیگری نظیر دقت هدایت‌پذیری در محیط‌های دارای اختلال در جی‌پی‌اس و احتمال انحراف یا خروج از مسیر ناشی از تکنیک‌های پیشرفتهٔ ساخت پوسته پناهگاه روبرو است.

## مشخصات
- طول: ۶٫۲ متر (۲۰٫۵ فوت)[۳]
- قطر: ۰٫۸ متر (۳۱٫۵ اینچ)[۳]
- وزن بدنهٔ بمب بی‌ال‌یو-۱۲۷: ۱۲٬۳۰۴ کیلوگرم (۲۷٬۱۲۵ پوند)[۴]
- وزن مواد منفجره: ۲٬۴۲۳ کیلوگرم (۵٬۳۴۲ پوند)[۴]
  - ای‌اف‌ایکس-۷۵۷: ۲٬۰۸۲ کیلوگرم (۴٬۵۹۰ پوند)[۴]
  - پی‌بی‌ایکس‌ان-۱۱۴: ۳۴۱ کیلوگرم (۷۵۲ پوند)[۴]
- نفوذ: (مورد مناقشه) تا ۶۰ متر (۲۰۰ فوت) در موارد نامشخص.[۳۵]

در منبعی دیگر، توانایی نفوذ تا ۶۰ متر (۲۰۰ فوت) درون بتن مسلح با مقاومت فشاری ۵٬۰۰۰ پوند بر اینچ مربع (۳۴ مگاپاسکال) و ۸ متر (۲۶ فوت) در بتن مسلح با مقاومت فشاری ۱۰٬۰۰۰ پوند بر اینچ مربع (۶۹ مگاپاسکال) ذکر شده است؛ این منبع می‌افزاید که این فواصل می‌توانند اشتباه باشند و «ممکن است در حقیقت در واحد فوت باشند و نه متر». در این صورت، عمق نفوذی برابر با ۱۸ متر (۶۰ فوت) در بتن مسلح با مقاوت فشاری ۵٬۰۰۰ پوند بر اینچ مربع (۳۴ مگاپاسکال) و ۲٫۴ متر (۸ فوت) در بتن مسلح با مقاومت فشاری ۱۰٬۰۰۰ پوند بر اینچ مربع (۶۹ مگاپاسکال) خواهد بود.
بی‌بی‌سی عمق نفوذی حدودی این بمب را برابر با ۱۸ متر (۵۹ فوت) در بتن و ۶۱ متر (۲۰۰ فوت) در زمین ذکر کرده است.